# Антонія Іванова
Антонія Іванова (у шлюбі — Бобоцова, болг. Антония Иванова (Бобоцова), нар. 24 вересня 1931, Софія — пом. 24 травня 2004, там само) — болгарська шахістка. П'ятиразова чемпіонка Болгарії (1951, 1952, 1954, 1957, 1958, 1967). Міжнародний гросмейстер (1983).
Упродовж 1951 — 1967 років 5 разів вигравала чемпіонат Болгарії, зокрема перший турнір — 1951 року. Учасниця двох шахових олімпіад (1957, 1963). Виступала у двох турнірах претенденток: Москва (1955) — 8-е місце і Сухумі (1964) — 16-е.
У шлюбі з шахістом Мілко Бобоцовим.